# Lettopalena
Lettopalena ist eine Gemeinde (comune) in Italien mit 314 Einwohnern (Stand: 31. Dezember 2023) in der Provinz Chieti in den Abruzzen. Sie liegt etwa 38 Kilometer südlich von Chieti am Nationalpark Majella und gehört zur Comunità Montana Aventino-Medio Sangro. 

## Verkehr
Durch die Gemeinde führt die Strada Statale 84 Frentana von Roccaraso nach Altina.